# 9e division (armée impériale japonaise)
Pour les articles homonymes, voir 9e division.
La 9e division (第9師団, Dai-Kyu shidan) est une unité d'infanterie de l'armée impériale japonaise. Son nom de code est Division Guerrier (武兵団, Take-heidan) ou 1515 ou 1573. La 9e division est l'une des six nouvelles divisions créées après la première guerre sino-japonaise (1894-1895). Ses troupes sont recrutées principalement dans la région de Hokuriku (préfectures d'Ishikawa, Toyama et Fukui) et son quartier-général est situé dans le château de Kanazawa.

## Histoire
La division reçoit ses couleurs le 1er octobre 1898 et installe son quartier-général dans le château de Kanazawa le 29 novembre 1898.

### Guerre russo-japonaise et intervention en Sibérie
Le premier commandant de la 9e division est le lieutenant-général Ōshima Hisanao. Elle est assignée dans la 3e armée du général Nogi Maresuke durant la guerre russo-japonaise de 1904-1905. Au siège de Port-Arthur, la division subit de lourdes pertes après des assauts répétés sur les positions fortifiées russes et perd tous ses commandants de régiments. Les survivants sont écrasés à la bataille de Mukden, et même le commandant du régiment d'artillerie de la division est tué.
Après la guerre russo-japonaise, la division est assignée en garnison en Corée pendant deux ans avec de retourner au Japon. Son nouveau quartier-général, construit dans les douves du château de Kanazawa, est achevé le 30 avril 1916. Le 12 juin 1918, un département de logistique est incorporé dans la division. Des éléments de la 9e division participe à l'intervention en Sibérie à partir de 1921 contre les forces bolchéviks durant la guerre civile russe

### Seconde guerre sino-japonaise
En janvier 1932, la division participe à la guerre de Shanghai sous le commandement du lieutenant-général Kenkichi Ueda, et de 1935 à février 1937, la division est stationnée comme force de garnison au Mandchoukouo avant de retourner au Japon.
La 9e division est rapidement redéployée en Chine immédiatement après l'incident du pont Marco Polo en septembre 1937 comme partie de l'armée expéditionnaire japonaise de Shanghai avec la 13e division et la 101e division et participe à la bataille de Shanghai puis à la bataille de Nankin. Des troupes de la division sont également impliquées dans le massacre de Nankin. Le 14 février 1938, la division passe sous le commandement de l'armée expéditionnaire japonaise de Chine centrale et participe à la bataille de Xuzhou. Le 22 août 1938, la division est réassignée dans la 11e armée et participe à la bataille de Wuhan. En juin 1939, la division est démobilisée et retourne au Japon.
En août 1940, la division est réorganisée en division triangulaire et son 36e régiment d'infanterie est transféré à la nouvelle 28e division. Simultanément, la division est déployée au Mandchoukouo comme force de garnison responsable de la sécurité des frontières et des fonctions de police locale, au sein de la 3e armée. La 52e division prend la responsabilité de la région de Hokuriku à la place de la 9e division.

### Guerre du pacifique
La 9e division, sous le commandement du lieutenant-général Kiichiro Higuchi, est stationnée au Mandchoukouo jusqu'à la bataille de Saipan en juillet 1944. Elle est alors réassignée à la 32e armée basée à Okinawa. Sous la direction du colonel Hiromichi Yahara, la division est d'abord stationnée à Shuri mais est très vite déplacée dans le village d'Ōzato, au sud de l'île. Cependant, en décembre, la division est transférée à Taipei car le quartier-général impérial estime que Taïwan est une cible plus vraisemblable pour une invasion qu'Okinawa. Cependant, les forces alliées choisissent de contourner Taïwan et envahissent Okinawa en avril 1945. La 9e division échappe à la Seconde Guerre mondiale sans dégâts, sans même avoir combattu. Comme Takushiro Hattori (en) du quartier-général impérial l'écrira plus tard, l'utilisation zéro de la 9e division hautement capable pendant la guerre du Pacifique ne peut être attribuée qu'à une malédiction de la 9e division.